# جبهه آزادیبخش ملی آنگولا
جبهه آزادیبخش ملی آنگولا (پرتغالی: Frente Nacional de Libertação de Angola) یک سازمان مسلح است که برای استقلال آنگولا از پرتغال در جنگ استقلال آنگولا تحت رهبری هولدن روبرتو مبارزه کرد. در سال ۱۹۵۴ با نام اتحادیه مردمی آنگولای شمالی تأسیس شد. سپس از سال ۱۹۵۹ به عنوان اتحادیه مردم آنگولا شناخته شد و از سال ۱۹۶۱ به جبهه آزادیبخش ملی آنگولا (FNLA) تبدیل گردید. در اولین انتخابات چند حزبی در سال ۱۹۹۲، جبهه آزادیبخش ملی آنگولا (ANPF) به یک حزب سیاسی تبدیل شد. جبهه آزادیبخش ملی آنگولا ۲٫۴ درصد از رای‌دهندگان را در انتخابات مجلس از آن خود کرد. در انتخابات پارلمانی سال ۲۰۰۸ توانست ۱٫۱۱ درصد از آراء را تصاحب کند و دو کرسی از ۲۲۰ کرسی را به دست آورد.

## حمایت خارجی
در طی بسیاری از سالها، دولت‌های الجزایر، تونس، آلمان‌غربی، غنا، اسرائیل، فرانسه، رومانی، چین، آفریقای جنوبی، ایالات متحده آمریکا، زئیر و لیبی، جبهه آزادیبخش ملی آنگولا را کمک کردند. دولت فرانسه معادل یک میلیون پوند استرلینگ به نیروهای جبهه آزادیبخش ملی آنگولا پرداخت کرد. دولت ایالات متحده آمریکا در سال ۱۹۶۱ در زمان روی کار آمدن دولت جان اف. کندی، کمک به جبهه آزادیبخش ملی اقدام به باز پرداخت یک سوم از کمک‌های رسمی به زئیر به جبهه آزادیبخش ملی آنگولا و یونیتا نمود.
دولت اسرائیل نیز به جبهه آزادیبخش ملی آنگولا بین سال‌های ۱۹۶۳ و ۱۹۶۹ کمک نمود. هولدن روبرتو در سال ۱۹۶۰ از اسرائیل بازدید نمود، و جبهه آزادیبخش ملی آنگولا برخی از اعضای خود را برای آموزش به اسرائیل فرستاد. در سال ۱۹۷۰، دولت اسرائیل از طریق زئیر به جبهه آزادیبخش ملی آنگولا سلاح حمل و نقل کرد.
جمهوری خلق چین در سال ۱۹۶۴ شروع به ارسال سلاح به جبهه آزادیبخش ملی آنگولا نمود، که در بین آن تجهیزات نظامی و حداقل ۱۱۲ مشاور نظامی بود، و دولت رومانی نیز در ماه اوت سال ۱۹۷۴ سلاح‌هایی را به جبهه آزادیبخش ملی آنگولا تحویل داد.